# Paul Hait
Paul Hait (n. 25 mai 1940, Pasadena, California, SUA) este un înotător american, medaliat olimpic. A participat la o ediție a Jocurilor Olimpice (1960) în care a câștigat două medalii de aur.